# Vysočany (tvrz)
Vysočanská tvrz bylo sídlo ve Vysočanech v Praze 9, které se rozkládalo mezi ulicemi Freyova, Bassova a Mlékárenská jižně od dnešního hotelu Clarion. Budovám dvora příslušelo číslo popisné 25.

## Historie
Předchůdcem tvrze byla středověká zemědělská usedlost vlastněná kladrubským klášterem. Ve 14. století byl klášterem prodána a následně několikrát změnila majitele. Některým z nich, pravděpodobně Ješkem z Vysočan, byla v části dvora vystavěna tvrz. V 15. století byl dvůr nejspíše prodán klášteru na Karlově a v pozdější době kostelu svatého Apolináře. Odtud pocházelo dobové pojmenování Větší dvůr apolinářský. Sousednímu dvoru č. p. 26 se říkalo Menší dvůr apolinářský.
Na dvoře od poloviny 19. století bydlela rodina Freyových, podnikatelů, kteří ve Vysočanech založili cukrovar a mlékárnu. V roce 1880 byla tvrz přestavěna. Původní gotická stavba z opukového zdiva byla navýšena o cihlové patro s výrazným balkonem podepřeným sloupy a břidlicovou střechou. Zajímavostí je, že do tvrze vedla první telefonní linka na území dnešní Prahy. Zřízena byla Bedřichem Freyem mladším a od 21. května 1881 spojovala tvrz s vysočanským cukrovarem. Freyův adoptivní syn Bedřich Eduard Strohmayer-Frey byl švagrem operní pěvkyně Emy Destinnové, jež tvrz počátkem 20. století navštěvovala a příležitostně zde udílela hodiny zpěvu.
25. března 1945 byl dvůr těžce poškozen v rámci spojeneckého bombardování Prahy a z budovy tvrze zbylo jen kamenné přízemí. Rodina Freyových navíc po válce kvůli německému původu odešla do emigrace. Některé budovy dvora byly obnoveny, samotný objekt tvrze byl ale přes žádost památkářů a místních zbořen, podle mapových záznamů k tomu nejspíše došlo v 50. letech 20. století. Do roku 2020 se zachovala pouze kamenná zeď v jižní části dvora a dvojice hospodářských budov s popisnými čísly 25 a 28. Budovy nicméně nebyly využívány, jejich okna zazděna a pozemek ohrazen ocelovým dočasným plotem. Demolice těchto staveb proběhla na jaře 2021.